# Knife River (Montana)
Knife River – jednostka osadnicza w Stanach Zjednoczonych, w stanie Montana, w hrabstwie Richland.